# یوهان گرتر
یوهان گرتر (انگلیسی: Johan Greter; ۲۵ اکتبر ۱۹۰۰ – ۲۹ ژانویهٔ ۱۹۷۵) از برندگان مدال‌های المپیک تابستانی  اهل پادشاهی هلند بود.